# Parque nacional General Juan N. Álvarez
El Parque Nacional General Juan N. Álvarez es uno de los parques nacionales que posee el estado mexicano de Guerrero, y que se encuentra ubicado en las cercanías de la ciudad de Chilapa de Álvarez y comparte extensión con el Municipio de Atlixtác. Este se ubica sobre una cadena montañosa que comprende dentro de su superficie extensiones boscosas que se ven conformadas en su gran mayoría por árboles de coníferas y latifoliadas. Desde su origen este parque se estableció sobre terrenos que pertenecen a ejidatarios.

## Decreto
Se expidió el decreto para la creación de este parque nacional el 14 de mayo de 1964, por el entonces presidente de la república Adolfo López Mateos.

## Aspectos físicos

### Ubicación
En el Estado de Guerrero, dentro de zona estatal que es conocida como Región de Montaña y cercano a la ciudad de Chilapa de Álvarez, más preciso en su lado Noreste.
Para llegar hasta este lugar desde Chilpancingo, la capital del estado, se toma la carretera número 93 que va de Chilpancingo a la ciudad de Tlapa, hasta llegar a la ciudad de Chilapa de Álvarez, de ahí se continua por dicha vía de comunicación hasta llegar a la zona conocida como las antenas, ahí se encuentra el acceso principal al Parque

### Orografía
Forma parte de la cordillera montañosa que se denomina como la Sierra Madre del Sur y que abarca gran parte del estado, este parque se encuentra dentro de una extensión que es parte de la zona montañosa que está ubicada al noroeste de la ciudad de Chilapa de Álvarez. A estas elevaciones se les conoce como El Ocotal, cuyas altitudes varían hasta alcanzar los 2,500 m s. n. m.
Tales elevaciones ocasionan que se pueden encontrar desde zonas semiplanas o lomeríos hasta pronunciadas pendientes y cañadas.

### Hidrografía
Algunas cañadas que alimentan los afluentes de los ríos cercanos a este lugar y que alimentan al río Atzacualoya, que pertenece a la cuenca homónima, y que es afluente del río Mezcala, que a su vez es tributario del río Balsas.

### Clima
El clima que predomina en la zona se caracteriza por ser templado subhúmedo, con una temperatura media anual de 28 °C. El periodo de lluvias se presenta abarcando los meses que van de mayo a septiembre.

## Flora y fauna
De acuerdo al Sistema Nacional de Información sobre Biodiversidad de la Comisión Nacional para el Conocimiento y Uso de la Biodiversidad (CONABIO) en el Parque Nacional General Juan Álvarez habitan más de 15 especies de plantas y animales de las cuales 1 se encuentra dentro de alguna categoría de riesgo de la Norma Oficial Mexicana NOM-059,

### Flora
En general, la flora existente en este parque nacional y que puede ser vista en todo este lugar está conformada por bosques de pino y encino, algunos de los cuales se han introducido como medida tomada para el proceso de reforestación del lugar. Aun en las partes bajas se pueden encontrar zonas de pastizales. Otras especies que se pueden observar son las orqúideas, que se encuentran muy amenazadas en el lugar.

### Fauna
En el parque se encuentran especies como el gato montés, el zorrillo, el coyote, conejo, el tlacuache,  el conejo, el mapache,  lazorra, el tigrillo,el tejón, el cacomixtles. entre otras.